# 成神之日
《成神之日》（日语：神様になった日）是由Key、Aniplex与P.A. Works联合制作的电视动画，于2020年10月播出。
本作剧本由麻枝准撰写，角色原案由Na-Ga负责，动画由浅井义之监制，动画由P.A. Works制作。本作是Key自2010年的《Angel Beats!》及2015年的《Charlotte》后推出的第三部原创动画作品，发布同时亦为动画《Angel Beats!》十周年及《Charlotte》五周年纪念。

## 登場人物
佐藤雛（／ Sato Hina），聲：佐倉綾音
不喜歡別人叫她佐藤等人類名稱，要稱她「奧丁大人」，自稱全知之神，突然出現在陽太面前，宣告三十天後將世界末日。擁有神一樣的預知能力，卻又天真無邪。
實際上她擁有由她的祖父興梠博士所發明可以獲得資訊能預卜先知的量子電腦，故事後期發現自己推斷的三十天後將世界末日，實際上是量子電腦計算出她自己三十天後，將被某集團破壞了量子電腦而一命嗚呼。所以無法計算三十天以後的事，而被雛認為是世界末日。
雛從出生開始就患上了先天性羅格斯症候群，雛的母親由於感到痛苦與壓力而逝去，父親也放棄了她。雛的爺爺爲了她，而製作了量子電腦植入她的腦中，讓她能與常人一樣活動與說話。但是之後她被央人發現她的腦中植入的電子腦，而被某集團的上層盯上決定把她給破壞。
央人他後悔查出量子電腦在雛的腦中，而利用自己的黑客技術把危機發給雛。在她將被捉走時，陽太也向他告白說喜歡她；雛也回應說喜歡陽太。在這之後央人找機會接近陽太，並且把雛進入的醫療設施告訴他，並且還幫他製作了假身份去見雛。
當他見到雛時，她已經被摘除了量子電腦也忘記了陽太他們。陽太爲了把她帶回去而想盡辦法讓雛信任他，但是因為她被強行帶去做摘除手術而對男人感到恐懼，陽太沒辦法取得雛的信任，之後陽太利用雛以前最喜歡的電動試圖喚回雛以前的記憶。最後陽太被發現利用假身份時而被驅逐離開時，雛她喊出了她喜歡陽太並以自己的力量站起來，而讓陽太得以把雛給帶回家。在那之後雛與陽太回到了家一起生活，也把和夥伴們還未拍完的電影給拍完了。最後陽太也找到了自己的目標，並發誓一定會製作出讓雛恢復的東西。
成神陽太（／ Narukami Youta），聲：花江夏樹
面臨高考的高三學生。有輕微妹控。對青梅竹馬的伊座並杏子一廂情願（從初中就對她單思戀），在動畫第一集向她表白，但被拒絕。在公園打籃球的時候遇到了雛，雖然被各種各樣的事折騰著，也和雛度過了高中最後的夏天，並在這之中漸漸喜歡上了雛。在雛要被帶走時，才發現自己對雛的感情而向雛告白，並在之後與其他夥伴們四處尋找雛。最後找到了自己未來的目標並朝這個方向努力。
伊座並杏子（／ Izanami Kyouko），聲：石川由依
高中3年級，是陽太的青梅竹馬。興趣是看棒球和看電影。性格文靜，成績優秀。是學校的校花。受到陽太的邀請，開始一起學習。將來的夢想是成為電影的音響導演。在伊座並小時候母親便離世，因此而變得沉默寡言也不常笑，總是對父親不去看媽媽感到生氣。在陽太和雛的幫助下走出了陰霾，並喜歡上陽太和雛在一起的風景。
國寶阿修羅（／ Kokuhou Ashura），聲：木村良平
高三學生。和陽太來往的好朋友。和陽太從初中時代的籃球部開始關係就很好，在比賽中也表現出了默契十足的配合。
成神空（／ Narukami Sora），聲：桑原由氣
陽太的妹妹。興趣是製作電影，是電影研究部成員。
神宮司光（／ Jinguuji Hikari），聲：照井春佳
空所在電影研究社的畢業生，目前在自家經營的天昇拉麵館幫忙。
天願賀子（／ Tengan Kako），聲：嶋村侑
女律師，麻將大賽「利伯塔斯盃」的主辦人。
成神時子（／ Narukami Tokiko），聲：柚木涼香
陽太和空的母親。
成神大地（／ Narukami Daichi），聲：新垣樽助
陽太和空的父親。
鈴木央人（／ Suzuki Hiroto），聲：重松千晴
天才駭客神秘少年。小時候就是天才的駭客高手，但因為雙親為了錢，利用央人的天才駭客技術盜取世界各大銀行的資料，將他禁閉起來當成道具，但是央人只要反抗就會遭到雙親的施暴，因此也對央人留下了陰影。後來雙親遭到追殺，所以雙雙逝去，被後來的「芬里爾」公司收養，自己還在不斷的努力，只為了向眾人證明他自己的才能和他存在的意義。
CEO（／），聲：井上喜久子
「芬里爾」公司的社長。
尾熊雷太（／ Oguma Raita），聲：松田健一郎
CEO的屬下，負責監視央人。

## 製作

### 製作人員
- 原作、腳本：麻枝准（Visual Art's / Key）
- 角色原案：Na-Ga（Visual Art's / Key）
- 監督：浅井義之
- 人物設計、總作畫監督：仁井學
- 美術監督：鈴木胡桃
- 攝影監督：梶原幸代
- 色彩設計：中野尚美
- 3D監督：鈴木晴輝
- 編輯：高橋歩
- 音響監督：飯田里樹（日语：飯田里樹）
- 音樂：MANYO（日语：MANYO）、麻枝准
- 音樂製作：Visual Art's
- 動畫製作：P.A. Works
- 製作：Aniplex、ABC Animation、Visual Art's、TOKYO MX、BS11、名古屋电视台、Movic、P.A. Works

### 主題曲
所有曲目均以麻枝准×之名義發行，作詞、作曲為麻枝准，編曲為MANYO，主唱為。
片頭曲
（第2－11話）
片尾曲
Goodbye Seven Seas（第2－4話、第6－8話、第10－11話）
插入曲
（第5話、第12話）
（第9话、第12話）

### 各話列表
| 話數 | 日文標題 | 中文標題     | 分鏡     | 演出                    | 作畫監督 |
| ---- | -------- | ------------ | -------- | ----------------------- | --- |
| #01  |          | 降臨之日     | 浅井義之 |                         | 小島明日香、山方春香 |
| #02  |          |              | 浅井義之 | 高村彰                  | 杉光登 |
| #03  |          |              | 松林唯人 | 松林唯人                | 小野和美、小笠原憂、小澤圓 Park Ae-lee、Lee Bu-hee                                                                                              |
| #04  |          | 鬥牌之日     | 上野狀大 | 上野狀大                | 小島明日香、宮下雄次、小澤円 Park Ae-lee、Shin Min Seop、Shin Hyung Sik Lee Sang Jin、Kim Seok Yung                                             |
| #05  |          | 大魔法之日   | 篠原俊哉 |                         | 小島明日香、宮下雄次 |
| #06  |          | 祭典之日     | 福田道生 | 橘内諒太                | 川面恆介 |
| #07  |          |              | 浅井義之 | 高橋正典 タカハシアキラ | 伊藤幸、小島明日香、宮下雄次 Park Ae-lee、Kim Seok Yung、Shin Hyung Sik                                                                         |
| #08  |          |              | 安藤真裕 | 安藤真裕                | 時枝一心 |
| #09  |          |              | 鈴木健一 | 菅沼芙实彦              | 川面恆介、杉光登、小澤圓 Shin Min Seop、Shin Hyung Sik、Lee Sang Jin Kim Seok Yung                                                              |
| #10  |          |              | 篠原俊哉 | 高村彰                  | 小島明日香、宮下雄次、伊藤幸 Park Ae-lee、Jung Eun-hee、Kim Min-sun Lim Ji-hyun、Ryu Seung-cheol、Song Hyeon-ju Han Eun-mi                      |
| #11  |          | 遊戲之日     | 安藤真裕 | 松林唯人                | 川面恆介、杉光登、小澤圓 迫江沙羅、Lee Sang Jin、Shin Hyung Sik Shin Min Seop、Kim Seok Yung                                                    |
| #12  |          | 你所選擇之日 | 浅井義之 | 菅沼芙實彦 橘内諒太     | 川面恆介、小島明日香、杉光登 宮下雄次、伊藤幸、Woo Jin-Woo Park Ae-lee、Jung Eun-hee、Kim Seok Yung Shin Hyung Sik、Shin Min Seop、Lee Sang Jin |

### 藍光&DVD
| 卷數 | 發售日期       | 收錄話數       | 規格編號      | 規格編號      |
| 卷數 | 發售日期       | 收錄話數       | 藍光限定版    | DVD限定版     |
| ---- | -------------- | -------------- | ------------- | ------------- |
| 1    | 2020年12月23日 | 第1話、第2話   | ANZX-14741/2  | ANZB-14741/2  |
| 2    | 2021年1月27日  | 第3話、第4話   | ANZX-14743/4  | ANZB-14743/4  |
| 3    | 2021年2月24日  | 第5話、第6話   | ANZX-14745/6  | ANZB-14745/6  |
| 4    | 2021年3月24日  | 第7話、第8話   | ANZX-14747/8  | ANZB-14747/8  |
| 5    | 2021年4月28日  | 第9話、第10話  | ANZX-14749/50 | ANZB-14749/50 |
| 6    | 2021年5月26日  | 第11話、第12話 | ANZX-14751/2  | ANZB-14751/2  |

### 播放電視台

#### 日本國內
日本深夜動畫：下文記載的日本国内播放時間使用日本標準時間（UTC+9）表示。因為部分時間标识會採用30小时制，因此請留意这类超过24:00的时间，其實際播放時間為翌日清晨。
| 播放地區       | 播放電視台     | 播放日期                     | 播放時間（UTC+9）         | 所屬聯播網 | 備註 |
| -------------- | -------------- | ---------------------------- | ------------------------- | ---------- | ---- |
| 東京都         | 東京都會電視台 | 2020年10月10日－12月26日     | 星期六 24時00分－24時30分 | 獨立UHF局  |      |
| 群馬縣         | 群馬電視台     | 2020年10月10日－12月26日     | 星期六 24時00分－24時30分 | 獨立UHF局  |      |
| 栃木縣         | 栃木電視台     | 2020年10月10日－12月26日     | 星期六 24時00分－24時30分 | 獨立UHF局  |      |
| 日本全國       | 日本BS放送     | 2020年10月10日－12月26日     | 星期六 24時00分－24時30分 | 衛星電視   |      |
| 日本全國       | AT-X           | 2020年10月11日－12月27日     | 星期日 21時00分－21時30分 | 衛星電視   |      |
| 近畿廣域圈     | 朝日放送電視台 | 2020年10月10日－12月26日     | 星期六 26時30分－27時00分 | 獨立UHF局  |      |
| 名古屋         | 名古屋電視台   | 2020年10月10日－12月26日     | 星期六 26時30分－27時00分 | 獨立UHF局  |      |
| 富山縣         | 富山電視台     | 2020年10月13日－12月29日     | 星期一 25時05分－25時35分 | 獨立UHF局  |      |
| 鳥取縣、島根縣 | 山陰放送       | 2020年10月16日－2021年1月8日 | 星期五 25時55分－26時25分 | 獨立UHF局  |      |
| 長崎縣         | 長崎文化放送   | 2020年10月26日－             | 星期一 25時18分－25時48分 | 獨立UHF局  |      |
| 神奈川縣       | 神奈川電視台   | 2020年11月3日－              | 星期二 25時00分－25時30分 | 獨立UHF局  |      |

## 外部連結
- 官方網站（日語）
- 《成神之日》、《Angel Beats!》和《Charlotte》的X（前Twitter）（日語）